# フランチェスコ・アチェルビ
フランチェスコ・アチェルビ（Francesco Acerbi, 1988年2月10日 - ）は、イタリア・ミラノ県ドレザーノ出身のサッカー選手。インテル・ミラノ所属。ポジションはDF。

## 経歴
パヴィーアのプリマヴェーラでキャリアをスタートさせ、2006年4月23日にトップチームデビューを果たした。その後レンタル移籍を繰り返し、2010年にレッジーナに共同保有の形で移籍。2011年1月31日、ジェノアCFCがパヴィーアから保有権を買い取りレッジーナとの共同保有となった。2011年6月24日、ジェノアが残りの保有権50%を買い取ったが、直後の7月にはキエーヴォとの共同保有となり、2011-12シーズンはキエーヴォでプレーした。
2012年6月20日、ジェノアとの共同保有の形でACミランへ移籍。アレッサンドロ・ネスタの背負っていた背番号13番を継承したが、期待に応えることができず、2013年1月にケヴィン・コンスタンの共同保有権と引き換えにジェノアへ復帰し、同月31日に古巣キエーヴォにレンタル移籍で復帰を果たした。
2013年7月9日、USサッスオーロ・カルチョへ移籍。その際のメディカルチェックで睾丸に腫瘍があることが発覚した。同年9月に復帰したものの、その後のドーピング検査で陽性反応が出たため精密検査を受け、ガンの再発が明らかとなった。しかし、闘病生活を経て2014年9月21日のサンプドリア戦でセリエAに復帰した。2015年10月18日に行われたセリエA第7節ユヴェントス戦からは100試合以上にわたり連続で試合に出場し、主力として活躍した。
2018年7月11日、SSラツィオへ5年契約で移籍。
2022年9月1日、買い取りオプション付きでインテル・ミラノにローン移籍。レギュラーに定着し、UEFAチャンピオンズリーグの決勝でもフル出場したが、準優勝に終わった。
2023年7月7日、クラブが買取オプションを行使し、インテル・ミラノに完全移籍した。2023-24シーズンでは、証拠不十分として無罪になったフアン・ジェズスに対する人種差別発言疑惑がありながらも、リーグ戦29試合に出場し、チームのセリエA優勝に貢献した。2024-25シーズン、UEFAチャンピオンズリーグ準決勝FCバルセロナとの第2戦では1点リードを許す中、後半アディショナルタイムに同点弾を決め、その後チームは逆転で決勝進出を果たした。

## 代表歴
イタリア代表としてU-21代表でプレー。
2014年11月18日に行われたアルバニア戦でA代表デビューを果たした。

## 所属クラブ
- ACパヴィーア 2006-2010

→ ACレナーテ 2007
→ スペツィア・カルチョ 2007-2008 (loan)
- レッジーナ・カルチョ 2010-2011
- ジェノアCFC 2011

→ レッジーナ・カルチョ 2011 (loan)
→ ACキエーヴォ・ヴェローナ 2011-2012 (loan)
- ACミラン 2012-2013
- ジェノアCFC 2013

→ ACキエーヴォ・ヴェローナ 2013 (loan)
- USサッスオーロ・カルチョ 2013-2018
- SSラツィオ 2018-2023

→ インテル・ミラノ 2022-2023 (loan)
- インテル・ミラノ 2023-

## タイトル

### クラブ
ラツィオ
- コッパ・イタリア：2018-19

インテル・ミラノ
- セリエA：2023-24
- コッパ・イタリア：2022-23
- スーペルコッパ・イタリアーナ：2023, 2024

### 代表
イタリア代表
- UEFA欧州選手権：1回 (2021)